# Mussurana
Mussurana — рід змій родини полозових (Colubridae). Представники цього роду мешкають в Південній Америці.

## Види
Рід Mussurana нараховує 3 види:
- Mussurana bicolor (Peracca, 1904)
- Mussurana montana (Franco, Marques & Puorto, 1997)
- Mussurana quimi (Franco, Marques & Puorto, 1997)

## Етимологія
Наукова назва роду Mussurana походить від сполучення слів тупі. mosu — вугор і rana — подібний, несправжній.